# Джуро Даничич
Джуро Даничич (1825—1882) — знаменитий сербський філолог.
Був у Белграді професором «Великої школи», секретарем «Дружності српську словесності» та редактором журналу «Голосник», органу цієї «Дружності». У 1865 р. внаслідок зіткнення з сербським урядом та прихильниками старовини був позбавлений кафедри; його відразу ж запросили до Загреба, де він став членом і секретарем югослов'янської академії.
Вся діяльність Даничича була спрямована на те, щоб розвинути у свідомості своїх співвітчизників почуття племінної єдності Сербії та Хорватії, мабуть, зруйнованого внаслідок відмінності культурних умов та особливо віросповідань.
Ще студентом він захопився реформами Вука Караджича і став його вірним союзником у боротьбі з Давидовичем та Хаджичем; його твір «Рат за српскі jeзик і правопис» (1847) остаточно вирішив суперечку на користь теорії Караджича. Цю книгу заборонили друкувати у Відні з «вищих політичних міркувань» і вона була видана в Пешті. Потім Даничич переклав народну сербську мову Старий Завіт, який був виданий разом з Новим Завітом, перекладеним Караджичем; ця книга була заборонена в Сербії аж до 1860 р. Цю боротьбу Даничича зі старими забобонами описав Новакович у книзі: «Гуро Данич або філологія а книжневі язик српскі» (1878).
У дослідженні про сербський наголос «Akcenti u glagola» («Rad jugoslavenske akademje», 1869) Даничич остаточно встановив спосіб позначення 4 пологів сербських наголосів.
Ще важливіше праці Даничича з історії сербохорватської мови: «Серпська граматика» (Відень, 1850; сьоме видання під загл. «Облиці српського або хрватського jезика», Загреб, 1874), 1876). Він видав короткий історичний словник «Pjeчник із книжкових старовин српських» (Белград, 1863—64), а потім склав план і зібрав матеріали для великого історичного словника сербохорватського яз. «Rječnik hrvatskoga ili srpskoga jezika». Словник видавався з 1878; за життя Данича з'явилися чотири випуски.
Дуже чудові видання Даничича стародавніх пам'яток сербохорватської літератури: Доментіанов, Живот св. Саве" (1860) та «Живіт св. Симеуна та св. Саве» (1865); Даниїла, «Животи кралева та архієпископа српських» (1866); деякі твори народно-апокрифічної літератури у спеціальних журналах; твори Нальєшковіча та Дмитровича; чудові збори сербських прислів'їв (1871).